# Montgomery (Alabama)
Pour les articles homonymes, voir Montgomery.
Montgomery (en anglais [mɑntˈgʌmri]) est la capitale de l'État de l'Alabama, aux États-Unis. C'est la deuxième ville de l'État par le nombre d'habitants après Birmingham, avec 205 764 habitants (2010) et 397 961 pour l'ensemble de l'agglomération. Elle est également le siège du comté de Montgomery. Montgomery est située sur les rives de l'Alabama, dans la partie sud-centrale de l'État.
La ville de Montgomery est connue pour son rôle pendant la guerre de Sécession (1861-1865) et le mouvement américain des droits civiques des années 1950-1960, qui lutta contre la ségrégation raciale, notamment par le célèbre boycott du réseau de bus de la ville.

## Histoire

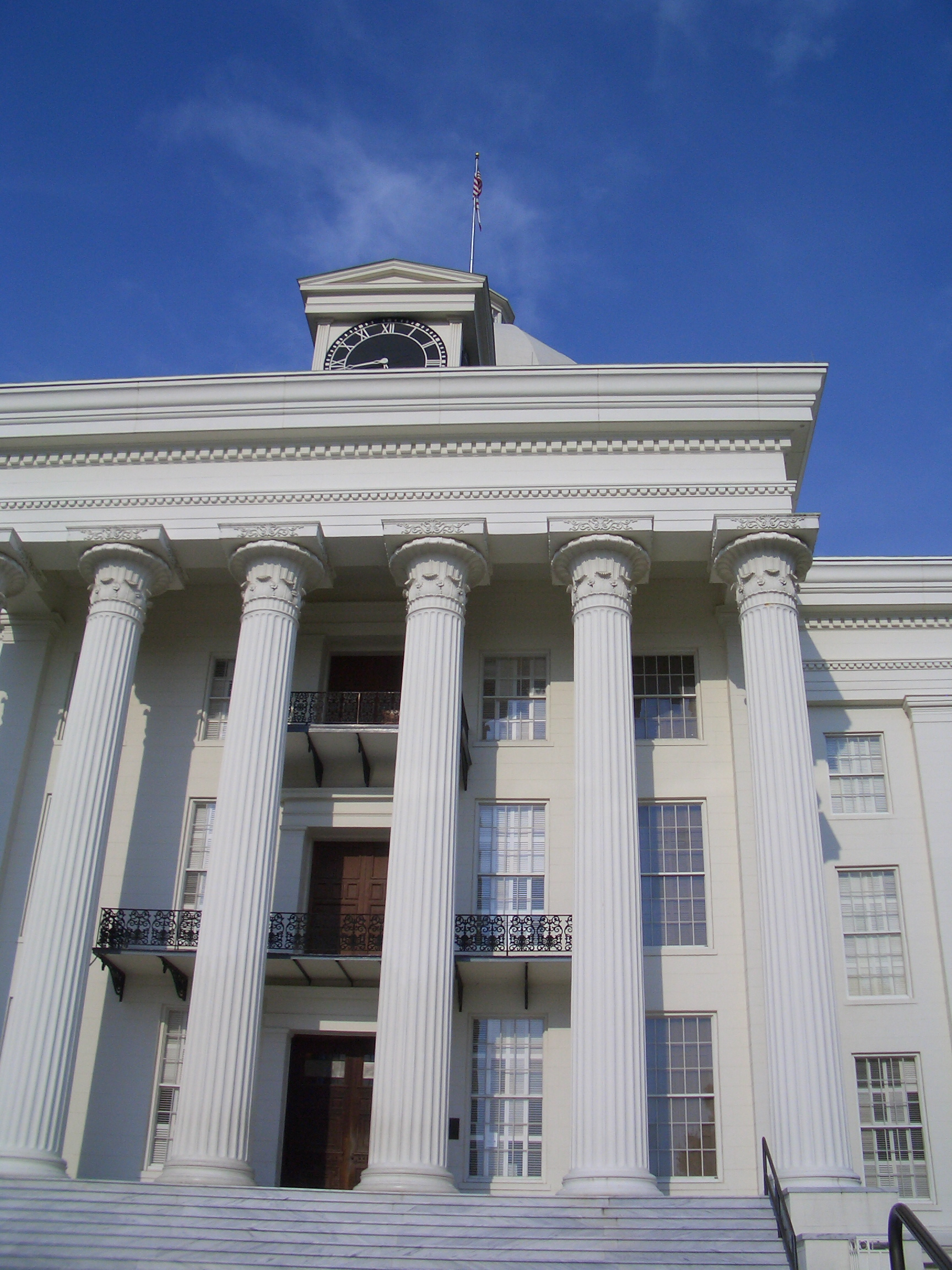
Le capitole de Montgomery.

### Création
Montgomery fut incorporée en municipalité en 1819 et reçut le nom du général Richard Montgomery, qui périt dans la guerre d'indépendance des États-Unis lors d'une tentative pour s'emparer du Québec.

### Guerre de Sécession
Le 4 février 1861, des représentants de l'Alabama, Géorgie, Floride, Louisiane, Mississippi, et Caroline du Sud se réunissent à Montgomery pour donner naissance aux États confédérés d'Amérique.
Montgomery est choisie comme première capitale des États confédérés.
La ville abrite à ce titre la première Maison Blanche de la Confédération, résidence du président Jefferson Davis.
Le 11 avril 1861, c'est de Montgomery que part le télégramme donnant l'ordre de bombarder Fort Sumter, point de départ de la guerre de Sécession.
Le 29 mai 1861, la capitale est transférée à Richmond, en Virginie.

### Lutte pour les droits civiques

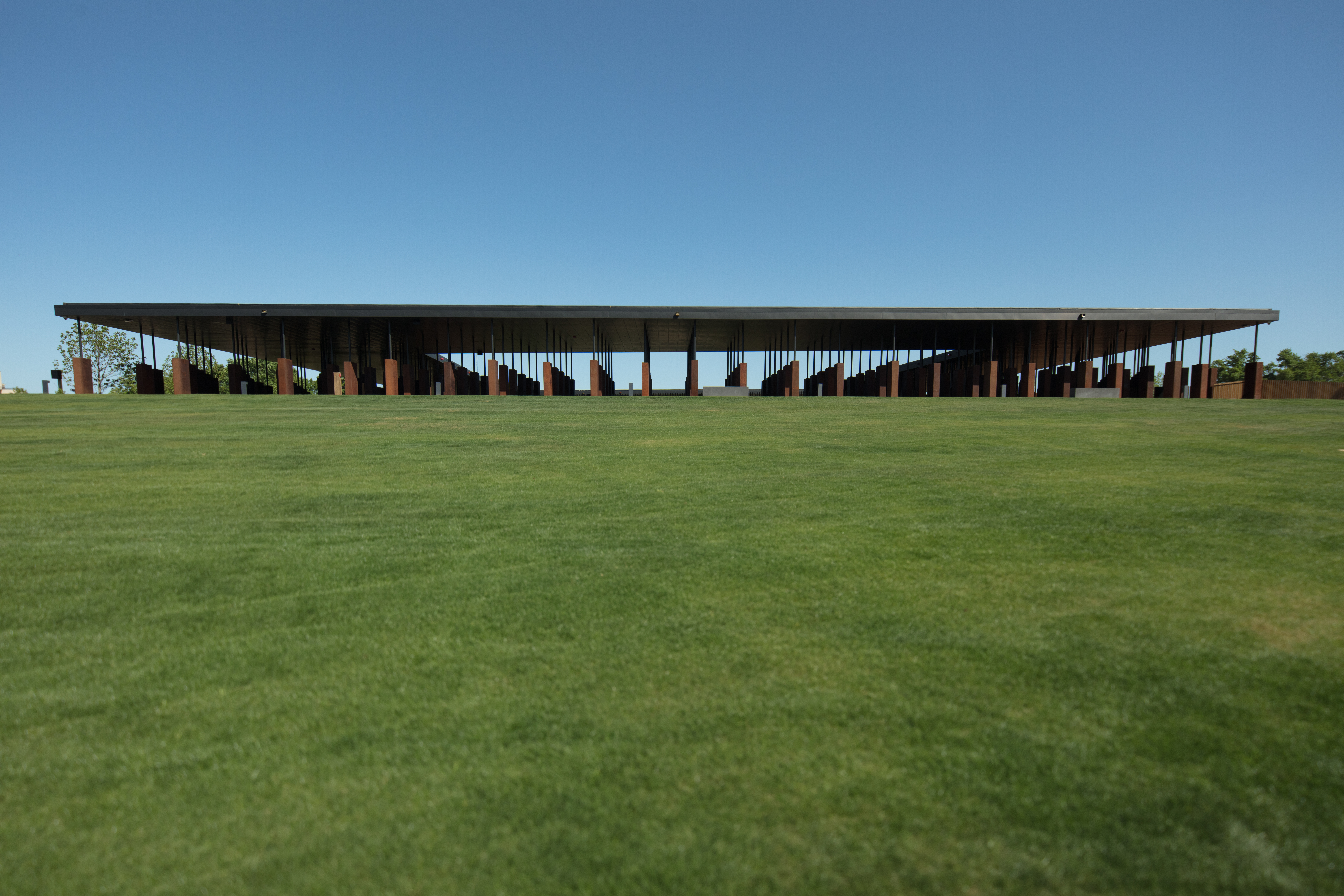
Le mémorial National Memorial for Peace and Justice ouvert en 2018 à la mémoire des victimes afro-américaines de lynchages.

Le 1er décembre 1955, dans un autobus de la ville, la couturière Rosa Parks refuse de céder son siège à un Blanc. S'ensuit un boycott des bus de la ville par la communauté afro-américaine locale avec à sa tête le pasteur Martin Luther King.
Le 8 octobre 2019, la ville élit Steven Reed (en) à la mairie faisant de lui le premier maire noir de l'histoire de la ville. Il prend ses fonctions le 12 novembre.
En 2018, le National Memorial for Peace and Justice, un mémorial pour les victimes de lynchages afro-américaines est ouvert dans la ville.

## Politique et administration

### Liste des maires
- Samuel D. Holt (1er mandat) (1838)
- Jack Thorington (1839-1840)
- Hardy Herbet (1841)
- Perez Coleman (1842-1846)
- Nimrod E. Benson (1847)
- Edwin B. Harris (1848-1849)
- Robert T. Davis (1850)
- Thomas Welsh (1851)
- Samuel D. Holt (2e mandat) (1852)
- Charles R. Hansford (1853-1859)
- Andrew J. Noble (1860-1861)
- J.F. Johnson (1862-1863)
- Walter L. Coleman (1864-1868)
- Thomas O. Glasscock (1868-1870)
- H.E. Faber (1870-1875)
- Mordecai L. Moses (1875-1881)
- J.B. Gaston (1881-1885)
- W.S. Reese (1885-1889)
- Edward A. Graham (1889-1891)
- John G. Crommelin, Sr. (1891-1895)
- John H. Clisby (1895-1899)
- E.B. Joseph (1900-1903)
- Thomas H. Carr (1903-1905)
- W.M. Teague (1905-1909)
- Gaston Gunter (1909-1910)
- W.A. Gunter, Jr. (1er mandat) (1911-1915)
- W.T. Robertson (1915-1919)
- W.A. Gunter, Jr. (2e mandat) (1919-1940)
- Cyrus B. Brown (1941-1944)
- David E. Dunn (1944-1945)
- John L. Goodwyn (1946-1951)
- W. A. Gayle (1951-1959)
- Earl D. James (1959-1971)
- Jim Robinson (1971-1977)
- Emory Folmar (1977-1999)
- Bobby Bright (1999-2009)
- Charles Jinright (6 janvier 2009-24 mars 2009)
- Todd Strange (2009-2019)
- Steven Reed (depuis 2019), premier maire afro-américain de la ville

## Économie

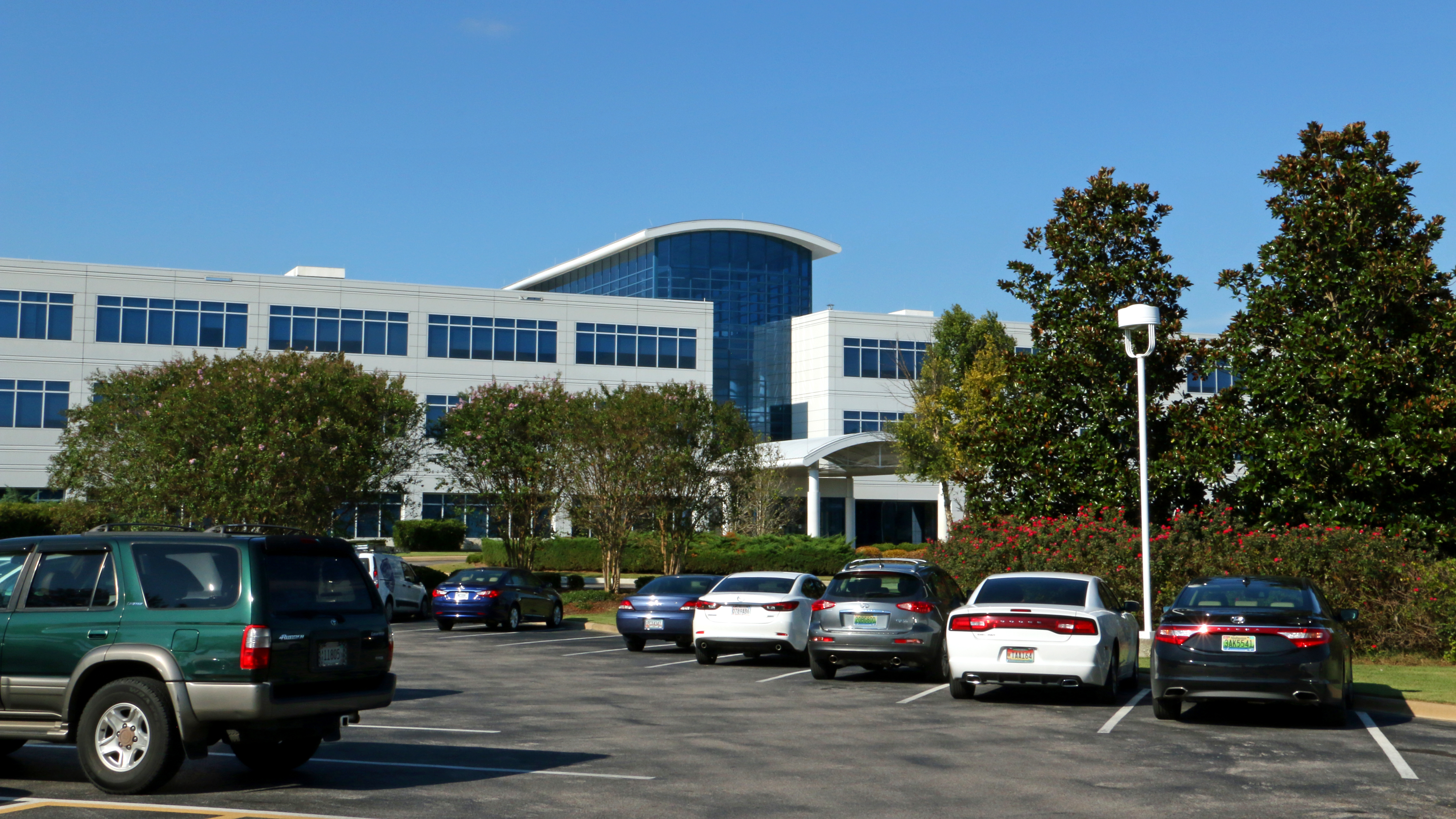
Usine Hyundai à Montgomery.

En janvier 2011, le classement des principaux employeurs de Montgomery est le suivant :
- Base aérienne Maxwell-Gunter (12 280 emplois) ;
- État de l'Alabama (9 500) ;
- Écoles publiques (4 524) ;
- Baptist Health (4 300) ;
- Usine automobile Hyundai Motor (3 000) ;
- Assurances Alfa (2 568) ;
- Ville de Montgomery (2 500) ;
- Hôpital Jackson (1 300) ;
- Rheem (fabrication de chauffe-eau) (en) 1 147) ;
- Regions (secteur bancaire, 977).

## Démographie
| Groupe          | Montgomery | Alabama | États-Unis |
| --------------- | ---------- | ------- | ---------- |
| Afro-Américains | 56,6       | 26,2    | 12,6       |
| Blancs          | 37,3       | 68,5    | 72,4       |
| Autres          | 2,2        | 1,5     | 6,2        |
| Asiatiques      | 2,2        | 1,1     | 4,8        |
| Métis           | 1,3        | 1,5     | 2,9        |
| Amérindiens     | 0,3        | 0,6     | 0,9        |
| Océaniens       | 0,1        | 0,1     | 0,2        |
| Total           | 100        | 100     | 100        |
|                 |            |         |            |
| Hispaniques     | 3,9        | 3,9     | 16,7       |

Selon l'American Community Survey, pour la période 2011-2015, 94,34 % de la population âgée de plus de 5 ans déclare parler l'anglais à la maison, 2,48 % déclare parler l'espagnol, 0,77 % le coréen et 2,41 % une autre langue.
| 1830 | 1840  | 1850  | 1860  | 1870   | 1880   | 1890   | 1900   |
| ---- | ----- | ----- | ----- | ------ | ------ | ------ | ------ |
| 695  | 2 179 | 8 728 | 8 843 | 10 588 | 16 713 | 21 883 | 30 346 |

| 1910   | 1920   | 1930   | 1940   | 1950    | 1960    | 1970    | 1980    |
| ------ | ------ | ------ | ------ | ------- | ------- | ------- | ------- |
| 38 136 | 43 464 | 66 079 | 78 084 | 106 525 | 134 393 | 133 386 | 177 857 |

| 1990    | 2000    | 2010    | 2020    | - | - | - | - |
| ------- | ------- | ------- | ------- | - | - | - | - |
| 187 106 | 201 568 | 205 764 | 200 603 | - | - | - | - |

## Patrimoine
- Capitole de l'État de l'Alabama

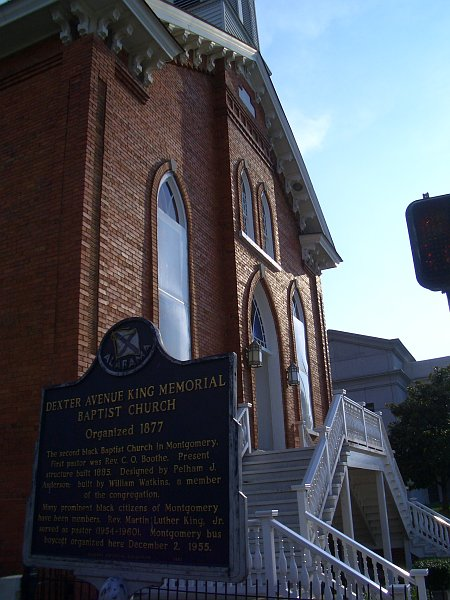
L'église baptiste de Dexter Avenue.

- Première Maison-Blanche des États Confédérés
- Musée d'Histoire et Archives de l'Alabama
- Mémorial des droits civiques, ouvert en 1989
- Musée Rosa Parks
- Musée Hank Williams
- Alabama Shakespeare Festival
- Musée des Beaux-Arts
- Église baptiste de l'avenue Dexter
- Église Saint-Jean de Montgomery
- Montgomery Zoo

## Agglomération
La zone métropolitaine de Montgomery inclut les villes suivantes :
- Autaugaville
- Benton
- Billingsley
- Coosada
- Deatsville
- Eclectic
- Elmore
- Fort Deposit
- Gordonville
- Hayneville
- Lowndesboro
- Millbrook
- Pike Road
- Prattville
- Tallassee
- Wetumpka
- White Hall

## Transports

### Routes
Montgomery est desservie par deux axes routiers importants :
- l'Interstate 65, d'axe nord-sud, relie la ville à Birmingham et Huntsville au nord, et Mobile au sud ;
- l'Interstate 85, d'axe général nord-sud, se termine à Montgomery. Elle relie la ville à Atlanta.

### Voies aériennes
L'aéroport régional de Montgomery, également appelé Dannelly Field, est utilisé à la fois à des fins militaires et civiles. Des vols commerciaux le relient à Atlanta, Dallas/Fort Worth Metroplex et Charlotte.
Montgomery possède un aéroport militaire (Gunter Air Force Base : code AITA : GUN).

### Voies ferrées
La ville est reliée au réseau ferré. Il n'est actuellement utilisé que pour le fret.
Le service passager a commencé en 1898 avec l'ouverture de la gare Union Station (qui abrite aujourd'hui l'office du tourisme). Il a pris fin en 1979, avec la fermeture de la liaison Amtrak vers la Floride.
Un service passager a été assuré à nouveau de 1989 à 1995 par Amtrak, sur la ligne Gulf Breeze, greffée sur la Crescent line.

## Éducation
- Air University
- Alabama State University
- Auburn University Montgomery
- Faulkner University
- Huntingdon College
- H. Councill Trenholm State Technical College
- Troy University, Montgomery Campus
- South University, Montgomery Campus

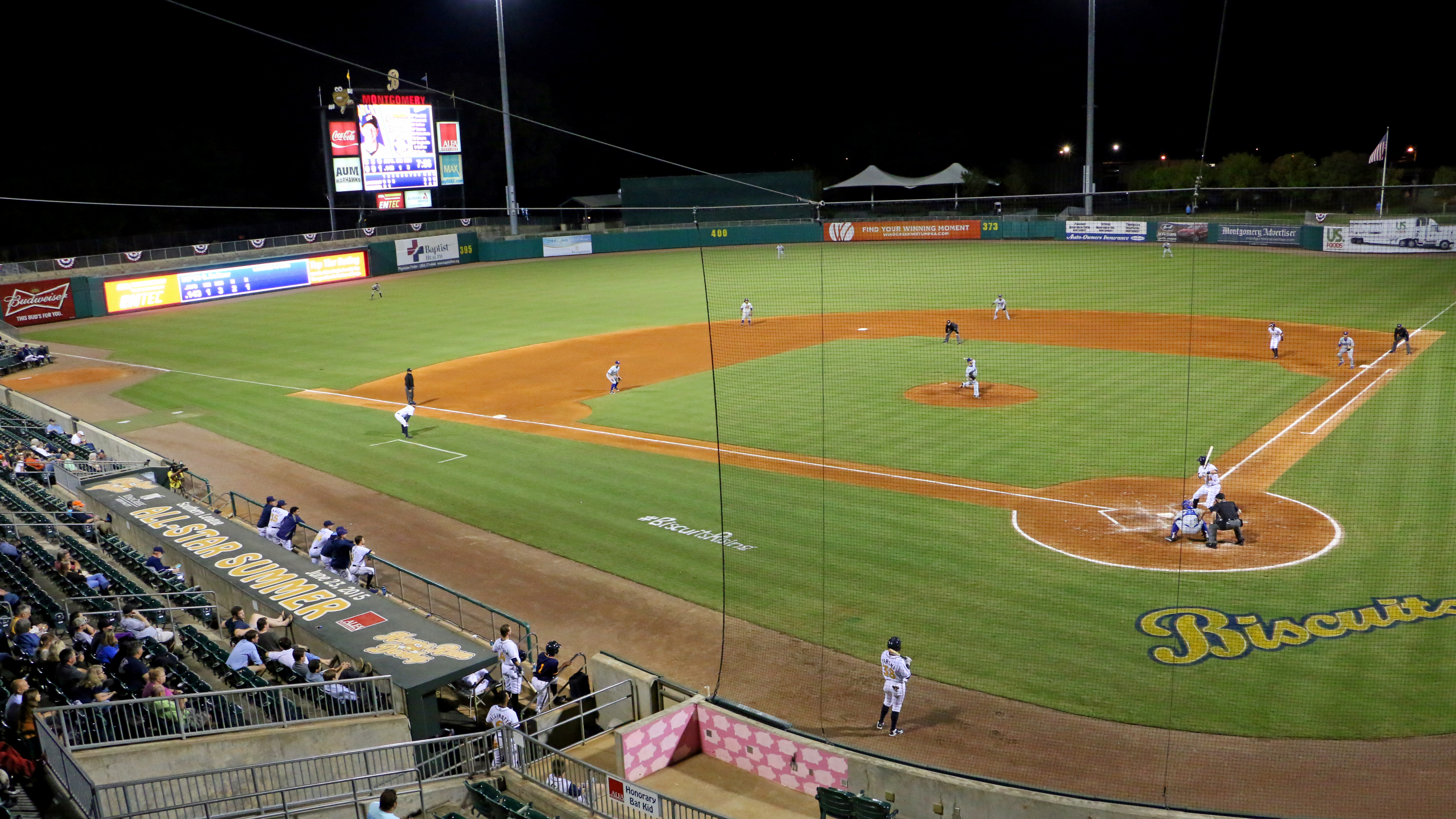
Biscuits de Montgomery

- Southern Christian University

## Sports
- L'équipe de baseball des Montgomery Biscuits (Southern League), affiliée aux Rays de Tampa Bay de la Ligue majeure de baseball.

## Personnalités liées à la ville

### Arts
- Francis Scott Fitzgerald (1896-1940), écrivain, a vécu à Montgomery.
- Zelda Fitzgerald (1900-1948), écrivaine, née à Montgomery.
- Nat King Cole (1919-1965), pianiste et chanteur de jazz, né à Montgomery.
- Hank Williams (1923-1953), chanteur de musique country, a vécu à Montgomery. Il y est enterré.
- Nell Rankin (1924-2005), mezzo-soprano, née à Montgomery.
- Big Mama Thornton (1926-1984), chanteuse de blues et de rhythm and blues, née à Montgomery.
- Eddie Floyd (1937-), chanteur de soul et de rhythm and blues, né à Montgomery.
- Howard Johnson (1941-2021), musicien de jazz, né à Montgomery.

### Politique, droits civiques
- Jefferson Davis (1808-1889), président des États confédérés pendant la guerre de Sécession.
- Edgar Nixon (1899-1987), militant pour les droits civiques, né et mort à Montgomery.
- Rosa Parks (1913-2005), militante pour les droits civiques.
- George Wallace (1919-1998), gouverneur de l'Alabama, mort à Montgomery.
- Ralph Abernathy (1926-1990), pasteur baptiste et militant politique.
- Martin Luther King (1929-1968), pasteur baptiste et militant pour les droits civiques.
- Claudette Colvin (1939-), militante pour les droits civiques, née à Montgomery.

## Jumelages
- Pietrasanta (Italie)